# Jan-Erik Ullström
Dennis Jan-Erik Ullström, född 5 december 1977 i Sventorps församling i dåvarande Skaraborgs län, är en svensk författare. Han växte upp i Locketorps socken, strax norr om nuvarande bostadsorten Skövde. År 2009 började han skriva på sitt första manus, som skulle komma att bli debutromanen Vägen till Umbria. Författaren har därefter givit ut ett flertal titlar i genrer som science fiction/fantasy, thriller, feelgood, skräck m.m. Ullström har även varit medförfattare till humorserien Uti bôgda, av humorkollektivet Kass Humor. Serien sändes på Sveriges Television 2016 och 2017.  
29 november 2016, på Skövde Kulturgala, mottog Ullström stipendiet "Robert Gustafsson Stipendiet Guldnyckeln 2016", för arbetet med att bevara minnena från hembygden, genom boken Frid & Fröjdh. Priset är instiftat av och delas ut av komikern Robert Gustafsson.

### Romaner
- 2011 - Vägen till Umbria, del 1 ISBN 91-979513-5-8
- 2011 - Vägen till Umbria, del 2 ISBN 978-1-4478-0682-0
- 2013 - Med slutna ögon ISBN 978-91-87001-26-0
- 2014 - Frid & Fröjdh ISBN 9789175771106
- 2015 - Barnens Lilla Överlevnadshandbok ISBN 978-91-7577-170-0
- 2016 - Skrot & Korn ISBN 9789175774282

### Antologier
- 2013 - Frostnatt (Bonne Nouvelle nr 1) [[Special%3ABokk%C3%A4llor/9789198073973|ISBN 9789187507038]]
- 2013 - Whildeanska Hösten ISBN 9789198073973
- 2014 - Whildeanska Våren ISBN 9789187679117
- 2014 - Whildeanska Vintern ISBN 9789187679131
- 2015 - Whildeanska Sommaren ISBN 9789197679145

### TV-manus
- 2016 - Uti Bögda (tillsammans med Jon Lönn och Andreas Magnusson)[2]